# Церква Симеона Перського

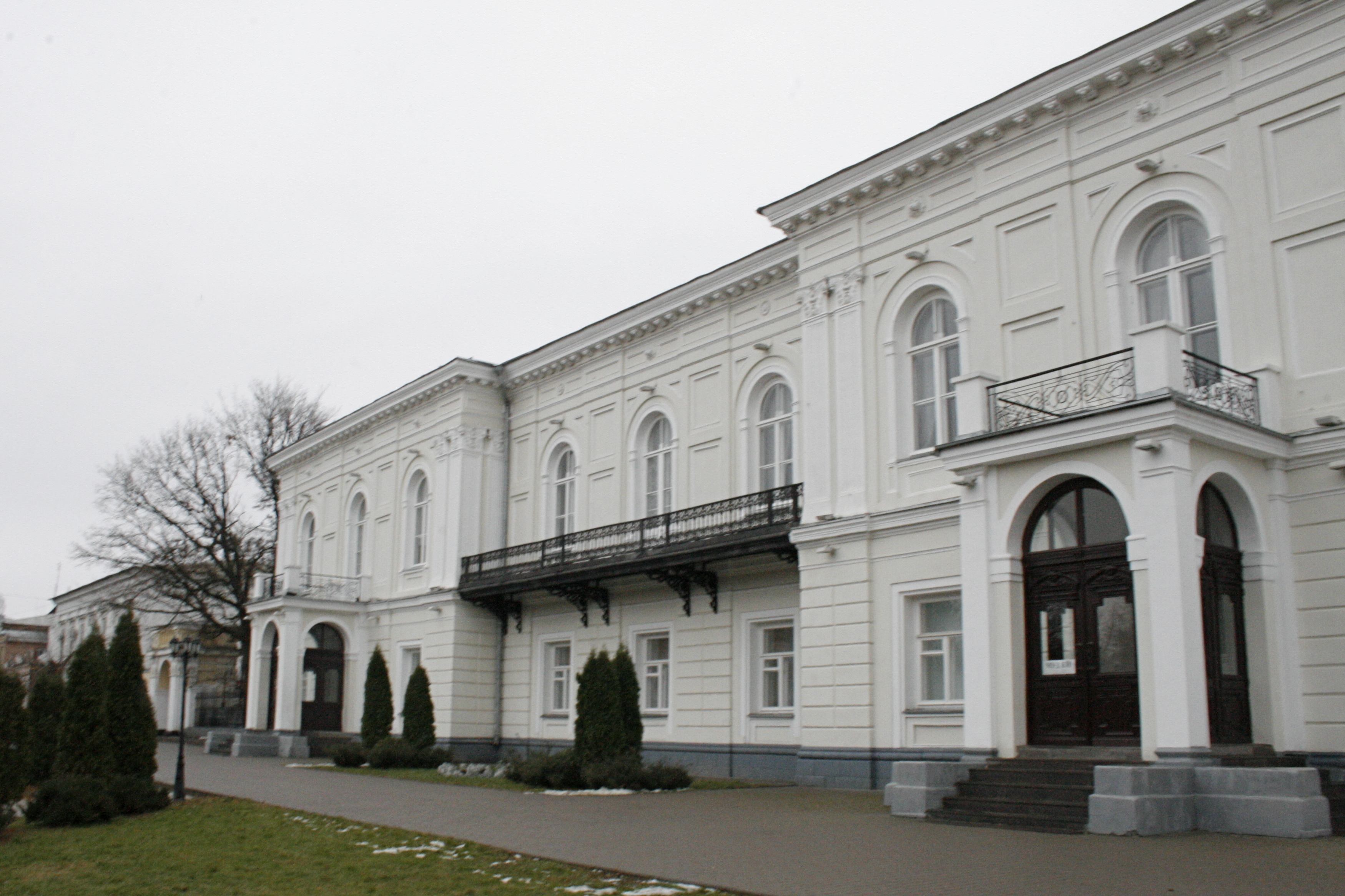
Отаманський палац у 2011 році

Церква Симеона Перського (рос. Церковь Симеона Персидского) — православний храм в місті Новочеркаську (Ростовська область, Росія), розташований в Отаманський палаці (домова церква). Також називається Храм священномученика Симеона, єпископа Перського (рос. Храм священномученика Симеона, епископа Персидского) або Домова церква Симеона Перського при Отаманськом палаці (рос. Домовая церковь Симеона Персидского при Атаманском дворце).

## Історія
Отаманський палац був побудований і почав працювати в 1863 році. 29 липня 1867 року в палаці, в лівій його частині, була закладена домова церква, яка по закінченню будівництва, в листопаді 1869 року, була освячена архієпископом Донським і Новочеркаським Платоном в ім'я преподобного Симеона Персианина (у пам'ять позбавлення від замаху на життя Імператора Олександра II революціонера Д. В. Каракозова в 1866 році). 
Двоповерхову будівлю церкви було прибудовано до палацу в одному стилі з основною спорудою. По відношенню до лінії головного фасаду воно розташовувалося кілька в глибині — таким чином архітектор Вальпреде зберіг видиму симетрію будівлі палацу зі сторони площі. У нижньому поверсі церкви розміщувалися службові приміщення. Власне домовий храм знаходився на другому поверсі, і представляв собою площею 120 квадратных метрів зали з паркетною підлогою і висотою стель близько 7 метров; на північному і південному фасадах розташовувалося по три великих вікна. Над притвором, в антресольному поверсі, був влаштований балкон для хору. Церква не мала купола — на краю її даху був встановлений невеликий барабан з цибулинних завершенням, а на північному фасаді був виконаний аттик барочного типу з ліпними прикрасами і увінчує його невеликий луковкой з хрестом.
У цьому домовому храмі відправляли свої релігійні потреби Військові наказні отамани, які проживали в ньому, а також члени їх сімей. В ній же проводились панахиди по всім померлим Донським отаманам. Коли на початку XX століття поряд на Двірцевій вулиці розташувалася приватна гімназія Є. Д. Петрової, то її учням було дозволено, при необхідності, відвідувати цю домову церкву. 
Будівля палацу зберігся, використовувалося адміністрацією міста — у приміщенні колишньої домової церкви розташовувався кабінет завідувача фінансовим відділом. В даний час в ньому йде відновлення домовій церкві.
Адреса: 346400, Ростовська область, м. Новочеркаськ, вул. Палацова, 5а.